# Церковь Спаса Преображения (Орлино)
Церковь Спаса Преображения или Преображенская церковь — православный храм в селе Орлино Гатчинского муниципального округа Ленинградской области. Построен в начале XIX века. 
Памятник архитектуры регионального значения.

## История
Первое наиболее точное упоминание о церкви относится к 1735 году, когда 5 июня в Орлинской мызе была заложена церковь Преображения на средства помещика и поручика Якова Андреевича Мельницкого. Этот храм был деревянный, без купола, но с отдельной колокольней. Вокруг храма располагалось кладбище.
В 1809 году при новой владелице поместья, графине Анне Протасовой (фрейлине императрицы Екатерины II) вместо достаточно тесного здания построили новую каменную церковь. Освящение произошло в присутствии императрицы Елизаветы Алексеевны, супруги Александра I. В 1837 году у западной части храма был устроен тёплый придел во имя святого Николая для служения в зимний период. От холодного храма он отделялся стеклянной перегородкой. В 1863 году придел разобрали, всю церковь сделали тёплой. Постройка придела стоила 1504,4 рублей ассигнациями.
Причт первоначально состоял из священника, дьячка и пономаря. С 1843 года в штат добавились диакон и просвирня. В 1870 году с открытием Ящерского прихода было упразднено место диакона, а в 1874 году и пономаря. Церкви принадлежали пять квартир в трёх деревянных домах, из которых два были построены помещиком Иларионом Васильчиковым, а третий — на церковные деньги. Три квартиры занимал причт, а две сдавались в аренду. Приход обслуживал мызу Орлино, поместье графа Строганова, мызу князя Витгенштейна, поместье графа Мордвинова и стеклянный завод купца Ритинга, а также порядка 10 ближайших деревень.
В 1925 году советские власти решили взорвать храм, но благодаря активным действиям прихожан здание было сохранено. В 1938 году в храме открыли сельский клуб: сорвали кресты, сняли колокола, закрасили настенные фрески. После Великой Отечественной войны церковь вновь закрыли и использовали под склад, клуб, кинотеатр, танцплощадку. В 1953 году из храма были изъяты иконы Архангелов Михаила и Гавриила работы В. Л. Боровиковского. Приход боролся за свой храм, однако ни письма, ни ходатайства в высшие инстанции не принесли результата. В 1990 году в кинотеатрах страны был показан документальный фильм о гибнущем в Орлино храме. После этого жители села и окрестных деревень обратились в администрацию Гатчинского района с просьбой вернуть церковь верующим. 28 июня 1990 года община была зарегистрирована, а 19 августа 1990 года в церкви состоялась первая служба. 30 сентября 1991 года в храме состоялась первая литургия. С 1991 года началась реставрация здания и колокольни.

## Фото

Церковь Спаса Преображения
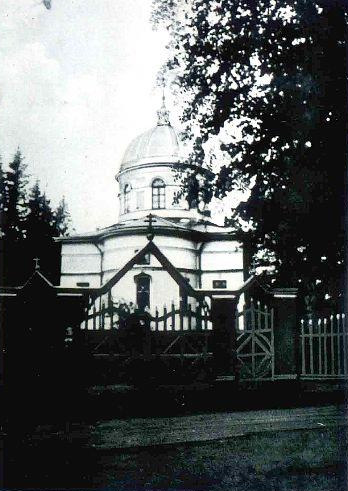
1905 год
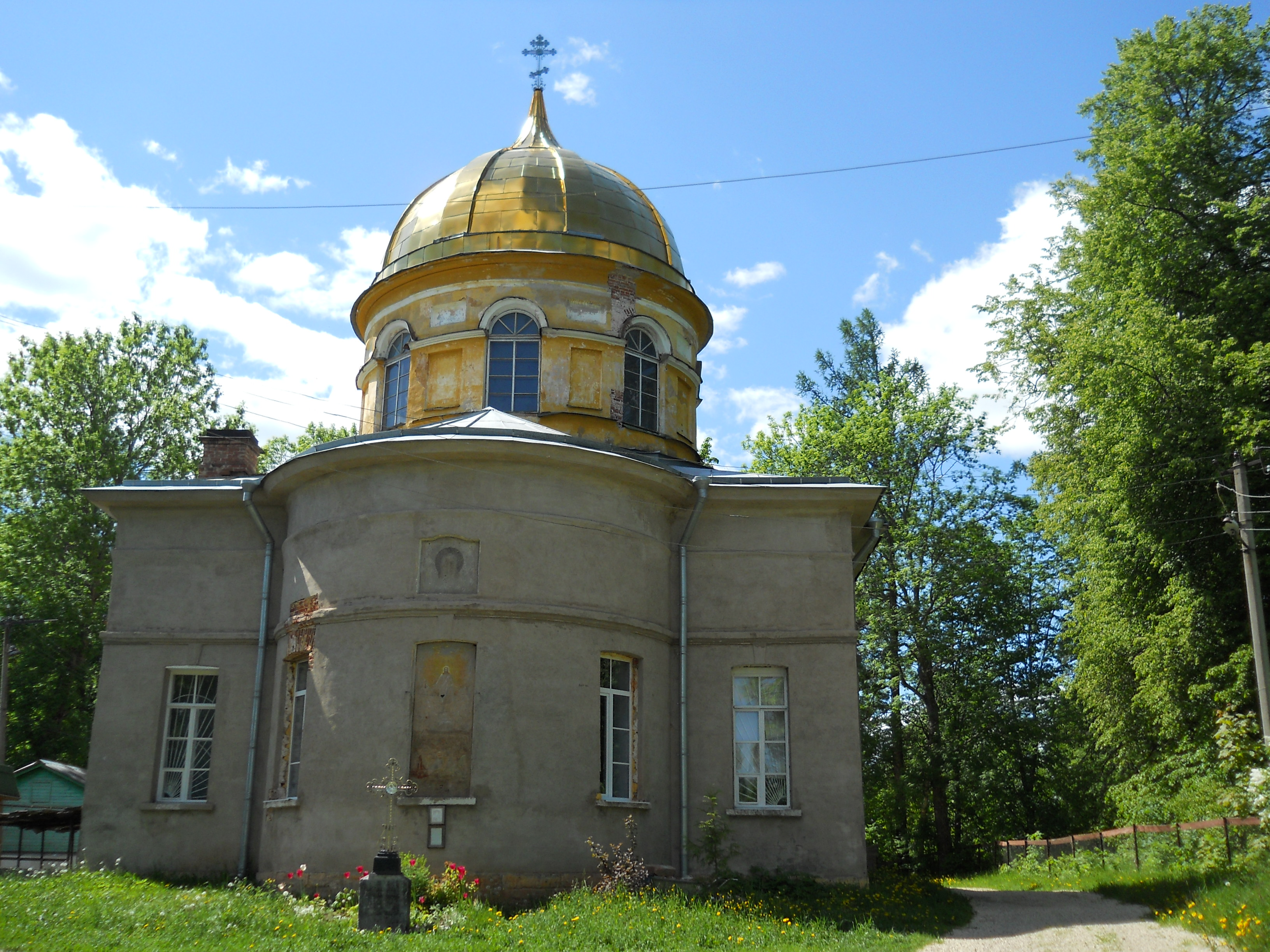
2011 год
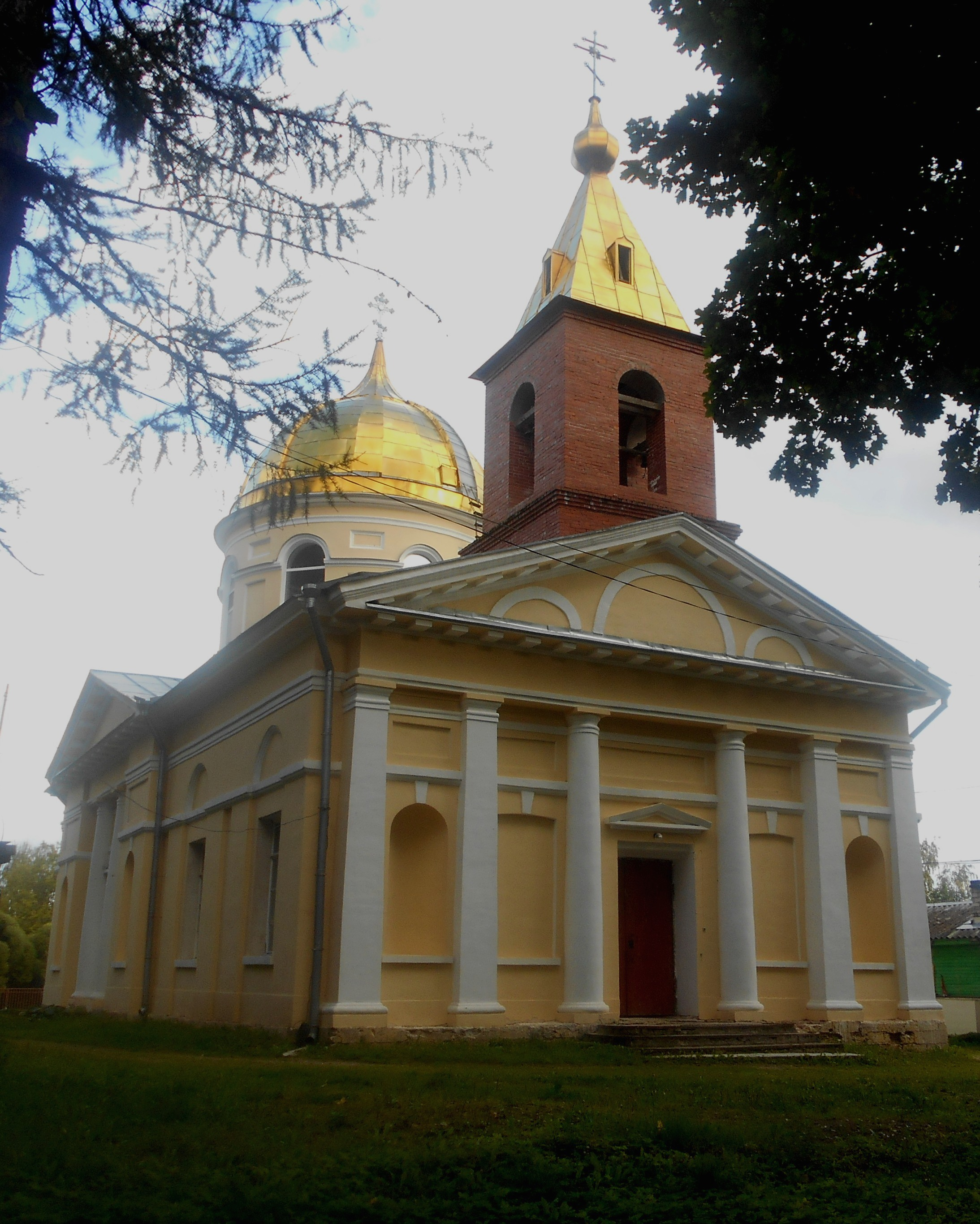
2015 год